# Етенійді
Е́тенійді (ест. Äteniidi küla) — село в Естонії, у волості Пейпсіяере повіту Тартумаа.

## Населення
Чисельність населення на 31 грудня 2011 року становила 23 особи.

## Географія
Поблизу населеного пункту проходить автошлях 43 (Аовере — Калласте — Омеду).

## Історія
До 23 жовтня 2017 року село входило до складу волості Пала повіту Йиґевамаа.